# Rivula parallela
Rivula parallela là một loài bướm đêm trong họ Erebidae.